# Damals (Drama)

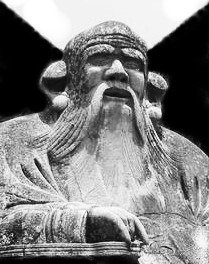
Lao-Tse, der Becketts Hörer inspirierte

Damals (engl. Originaltitel: That Time) ist ein Einakter von Samuel Beckett. Beckett hatte das Stück 1975 eigens für den mit ihm befreundeten Schauspieler Patrick Magee geschrieben, der dann auch die stumme Rolle des Einmannstücks übernahm, das am 20. Mai 1976 – zusammen mit Tritte (Footfalls) – im Royal Court Theatre in London zur Feier von Becketts 70. Geburtstag uraufgeführt wurde. Regie führte Donald McWhinnie, unter Assistenz des Autors.

## Handlung
Im einzigen Lichtkegel der ansonsten finsteren Szene schwebt das Gesicht eines alten Mannes in ungefähr drei Meter Höhe über dem Bühnenboden. Seine weißen Haare sind ausgebreitet wie bei einem horizontal Liegenden und bilden einen leuchtenden Kranz um seinen Kopf. Sein regelmäßiges Atmen wird über Lautsprecher verstärkt. Seine Augen hält er fast durchgehend geschlossen. Nur ganz am Schluss verzieht sich sein Mund zu einem „zahnlosen Lächeln“.
Der Alte ist „der Hörer“ (H), zu dessen Erscheinung Beckett durch die Figur des legendären chinesischen Philosophen Lao-Tse inspiriert wurde. H vernimmt abwechselnd drei Stimmen. Wie bald klar wird, sind sie Facetten seiner eigenen Stimme, die von links und rechts (A, B) und oben (C) an sein Ohr dringen. Sie gehen ineinander über ohne die geringste Unterbrechung des allgemeinen Redeflusses, abgesehen von zwei Unterbrechungen, an denen die Bühnenanweisungen jeweils sieben Sekunden Stille vorsehen. Sie unterscheiden sich akustisch nur in der Richtung, aus der sie auf H einreden, und erzählen von Hs Jugend (B), von der Liebe (A) und vom Alter (C). 

Von A werden unter anderen Bilder der Nacht und fahlen Morgensonne beschworen, als er sich als kleiner Junge vor den Erwachsenen versteckte und mit einem Kinderbuch Selbstgespräche führte. B erzählt von einer platonischen Beziehung zu einem Mädchen, mit dem er an einem Sommertag einmal in einem Kornfeld saß, an anderes Mal am Strand lag, und davon, wie er nachts allein im dunklen Zimmer eine Eule schreien hört und sich die Liebesszene vergeblich ins Gedächtnis zurückzurufen versucht. C beschreibt den Winter und Regen, vor denen er in öffentlichen Gebäuden, wie der Post oder dem Museum, Zuflucht findet. Als er schließlich in einer Bibliothek landet, bildet er sich plötzlich ein, alle Bücher zu Staub zerfallen zu sehen – eine Untergangsvision, mit der die Monologe ihren Abschluss finden.

A, B und C dokumentieren, dass H schon immer die Isolation und Selbstreflexion bevorzugte, dass die Retrospektive und das Geschichtenerzählen seine ständigen Begleiter waren und dass es ihm nun, nachdem er jahrelang am Phänomen Zeit wie an einem Krebsgeschwür („that cancer time“) gelitten hat, schwerfällt, noch zwischen Realität und Erfindung zu unterscheiden.

## Zur Form
Die Monologe der drei Stimmen erfolgen in einer exakt geregelten, fugenartig verschränkten Reihenfolge, die zu vielerlei Spekulationen Anlass gegeben hat und die Gleichberechtigung bzw. Gleichschaltung der drei Erinnerungsströme nahelegt.
Für den Fall, dass die Unterscheidung der Quellen (links, rechts und oben) von A, B und C vom Publikum nicht klar genug wahrnehmbar wäre, hat Beckett vorgeschlagen, die drei Stimmen technisch so zu manipulieren, dass sie in leicht verschiedenen Tonhöhen reden, die auf drei verschiedene Altersstufen, nicht aber auf drei verschiedene Sprecher hinweisen sollen. Aus demselben Grund sollte diese dreigespaltene Stimme auch nicht live ertönen, sondern besser vorher aufgenommen und dann vom Band eingespielt werden.

## Deutung
Besonders das unvermutete Lächeln des Hörers am Schluss des Einakters hat zu zahlreichen Interpretationen geführt. Ob es sich dabei um ein Zeichen der Zufriedenheit darüber handelt, dass H in den drei Erinnerungen nun endlich sich selbst wiedergefunden hat, oder ob es, angesichts des Endes der akustischen Berieselung, um einen Ausdruck der Erleichterung geht, oder aber ob es ein zynisches Grinsen über die Bedeutungslosigkeit des menschlichen Lebens im Allgemeinen andeuten will – Beckett ist die Antwort schuldig geblieben. Für die letzte Lösung spricht allerdings, dass der Autor während der deutschen Inszenierung in Berlin im September 1976, als er selbst mit Regie führte, dem deutschen Hörer-Darsteller Klaus Herm statt des Lächelns ein kurzes verächtliches Auflachen („a single scornful exhale-laugh“) empfahl.